# Bogdinac
Bogdinac (cyr. Богдинац) – wieś w Serbii, w okręgu zajeczarskim, w gminie Sokobanja. W 2011 roku liczyła 146 mieszkańców.